# 1972年ミュンヘンオリンピックのスペイン選手団
1972年ミュンヘンオリンピックのスペイン選手団（1972ねんミュンヘンオリンピックのスペインせんしゅだん）は、1972年にミュンヘンで開催されたオリンピックのスペイン選手団。17競技59種目の123人（男子118人、女子5人）から構成された。

## メダル
| メダル   | 選手名             | 競技       | 種目           | 日程    |
| -------- | ------------------ | ---------- | -------------- | ------- |
| 銅メダル | Enrique・Rodríguez | ボクシング | ライトフライ級 | 9月10日 |